# Fox Kids en Jetix Sint Hits
Fox Kids Sint Hits en Jetix Sint Hits waren cd-uitgaven met betrekking tot de televisieserie De Club van Sinterklaas. En zijn in totaal drie cd's uitgegeven door Sony BMG in samenwerking met Fox Kids Nederland, Jetix Europe Channels B.V. en DubFoundation. De cd's zijn deel van het merk Fox Kids Hits. Alle liedjes zijn geschreven en gecomponeerd door Pols, Pernet, Van Zitteren en Koning. Bij de laatste cd komt daar Harold Verwoert bij.

## Zangers
De meeste liedjes worden uitgevoerd door vrouwelijke zangeressen. Enkele liedjes zijn uitzondering op de regel, deze worden namelijk vertolkt door Coole Piet. Dit betreft voornamelijk de titelsongs van de televisieserie, maar ook andere liedjes.

## Opzet
De liedjes en titelsongs van Coole Piet hebben allerlei stijlen, uiteenlopend van dance tot hiphop. De meeste traditionele Sinterklaasliedjes zijn neergezet in trance-stijl.

## Uitgaven

### Fox Kids Sint Hits 2001
1. Hoor Wie Klopt Daar Kinderen? - Koorpiet van de Inpakbende
2. Zie Ginds Komt De Stoomboot - Koorpiet van de Inpakbende
3. Sinterklaasje Kom Maar Binnen Met Je Knecht - Koorpiet van de Inpakbende
4. Spring Op En Neer - Coole Piet
5. Oh, Kom Er Eens Kijken - Koorpiet van de Inpakbende
6. Jongens, Heb Je Het Al Vernomen - Koorpiet van de Inpakbende
7. De Stoute Jongen - Coole Piet
8. Zie De Maan Schijnt Door De Bomen - Koorpiet van de Inpakbende
9. Daar Wordt Aan De Deur Geklopt - Koorpiet van de Inpakbende
10. Zachtjes Gaan De Paardenvoetjes - Coole Piet
11. Hoor De Wind Waait Door De Bomen - Koorpiet van de Inpakbende
12. Sint-medley - Koorpiet van de Inpakbende
Sinterklaas Kapoentje
Sinterklaasje Bonne, Bonne, Bonne
Sinterklaas Goedheilig man
13. Wie Kom Er Alle Dagen? - Koorpiet van de Inpakbende
14. De Zak Van Sinterklaas - Koorpiet van de Inpakbende
15. Sinterklaas Is Jarig - Koorpiet van de Inpakbende
16. De Nieuwe Club van Sinterklaas (Titelsong 2001) - Coole Piet
17. extra: Fox Kids Sinteractief Computerspel

### Fox Kids Sint Hits 2002
1. Dit Ga Je Toch Niet Menen (Titelsong 2002) - Coole Piet
2. Spring Op En Neer - Coole Piet
3. Sinterklaasje Kom Maar Binnen Met Je Knecht - Koorpiet van de Inpakbende
4. Zachtjes Gaan De Paardenvoetjes - Coole Piet
5. Zie Ginds Komt De Stoomboot - Koorpiet van de Inpakbende
6. Oh, Kom Er Eens Kijken - Koorpiet van de Inpakbende
7. Zie De Maan Schijnt Door De Bomen - Koorpiet van de Inpakbende
8. De Nieuwe Club van Sinterklaas (Titelsong 2001) - Coole Piet
9. Hoor Wie Klopt Daar Kinderen? - Koorpiet van de Inpakbende
10. Jongens, Heb Je Het Al Vernomen - Koorpiet van de Inpakbende
11. Hoor De Wind Waait Door De Bomen - Koorpiet van de Inpakbende
12. De Stoute Jongen - Coole Piet
13. Daar Wordt Aan De Deur Geklopt - Koorpiet van de Inpakbende
14. De Zak Van Sinterklaas - Koorpiet van de Inpakbende
15. Sint-medley - Koorpiet van de Inpakbende
Sinterklaas Kapoentje
Sinterklaasje Bonne, Bonne, Bonne
Sinterklaas Goedheilig man
16. Wie Kom Er Alle Dagen? - Koorpiet van de Inpakbende
17. Sinterklaas Is Jarig - Koorpiet van de Inpakbende
18. extra: Fox Kids Sinteractief Computerspel

### Jetix Sint Hits (2005)
1. Sinterklaasje Kom Maar Binnen Met Je Knecht - Koorpiet van de Inpakbende
2. Hoor Wie Klopt Daar Kinderen? - Koorpiet van de Inpakbende
3. Blafpoeder (Titelsong 2003) - Coole Piet
4. Zie De Maan Schijnt Door De Bomen - Koorpiet van de Inpakbende
5. Daar Wordt Aan De Deur Geklopt - Koorpiet van de Inpakbende
6. Chocoladeletter-alfabet - Coole Piet
7. Hoor De Wind Waait Door De Bomen - Koorpiet van de Inpakbende
8. Oh, Kom Er Eens Kijken - Koorpiet van de Inpakbende
9. Spaanse les - Coole Piet
10. Jongens, Heb Je Het Al Vernomen - Koorpiet van de Inpakbende
11. Wie Kom Er Alle Dagen? - Koorpiet van de Inpakbende
12. Coole Pietenrap - Coole Piet
13. De Zak Van Sinterklaas - Koorpiet van de Inpakbende
14. Sinterklaas Is Jarig - Koorpiet van de Inpakbende
15. Zie Ginds Komt De Stoomboot - Koorpiet van de Inpakbende
16. Sint-medley - Koorpiet van de Inpakbende
Sinterklaas Kapoentje
Sinterklaasje Bonne, Bonne, Bonne
Sinterklaas Goedheilig man